# Bettlertaler
Die Bettlertaler, auch Kröpeltaler und Prachertaler genannt, zeigen auf einer Seite das Reiterbild des heiligen Martins mit dem Bettler, daher werden sie auch Martinstaler genannt. Die Bezeichnungen Kröpel- (= Krüppel) bzw. Prachertaler (Pracher niederdeutsch = Bettler) charakterisieren ebenfalls die Münzen, die von mehreren Münzherren geprägt wurden. Als Vorbild der Bettlertaler kann der Dicken bzw. Vierteltaler der Stadt Colmar von 1499 angesehen werden.

## Geschichte
Martin von Tours (* um 316/317; † 397), der erst Soldat und zuletzt Bischof von Tours war, wurde schon bald nach seinem Tod verehrt und ist bis heute einer der beliebtesten und bekanntesten Heiligen. Auch die Geschichte der Mantelteilung wurde früh verbreitet. Der Mantel wurde im Frankenreich zur Reichsreliquie. Die Mantelteilung wurde bildlich dargestellt und in Martinsspielen am Martinitag nachgestellt. Im 16. Jahrhundert war sie auch ein beliebtes Sujet auf Münzbildern. Die sogenannten Bettlertaler zeigen, wie der heilige Martin auf dem Pferd sitzend mit dem Schwert ein Stück von seinem Mantel abschneidet, um einen am Weg meist sitzenden und notdürftig bekleideten Bettler damit zu bedecken.

### Überlieferung
Zur Mantelteilung ist folgende Szene überliefert:

„Am Stadttor von Amiens/Civitas Ambianensium spielt die von Sulpicius Severus überlieferte Szene: Mitten im Winter begegnet Martinus am Tor der Hauptstadt der Ambianer, Amiens, einem notdürftig bekleideten Armen. Dieser bittet die Vorübergehenden, sich seiner zu erbarmen. Es gehen aber alle an seinem Elend vorbei. Da zieht Martinus das Schwert, teilt seinen Soldatenmantel in zwei Teile, gibt den einen dem Armen und hüllt sich selbst in den anderen.“

Kröpeltaler heißen diese Münzen mit der Darstellung der aus der Überlieferung bekannten Szene der Mantelteilung wegen der, so Schmieder, „oft abscheulichen Figur des Bettlers“ und Prachertaler vom niedersächsischen Pracher, Bettler.

## Bekannte Bettlertaler
Bekannte Bettlertaler stammen von
- Schwarzburg – von 1525, 1606 und 1608,
- Kurmainz –  von 1568 und 1602,
- Horn – von 1668 und 1733,
- Schwyz – von 1653,
- Herrschaft Heyd und Bleit,
- Republik Lucca – von 1737 und
- Stadt Colmar – von 1499.

## Beschreibung besonderer Gepräge

### Dicken (¼ Bettlertaler) von 1499 der Stadt Colmar
Der Dicken (¼ Bettlertaler) der Stadt Colmar von 1499 gilt als Vorbild der Bettlertaler. Das silberne Gepräge wiegt 7,30 g, der Durchmesser beträgt 29 mm. Die Münze stammt aus der Münzstätte  Colmar. Der spätmittelalterliche Dicken ist eine Münzsorte in Süddeutschland und in der Schweiz im späten 15. und frühen 16. Jahrhundert und entspricht etwa dem italienischen Testone. Als Vorderseite ist hier nicht die Seite mit dem Namen der Stadt angegeben (Münzherr), sondern die Seite mit dem heiligen Martin. Das Bild mit dem Heiligen im Münzfeld ist eine beachtliche künstlerische Darstellung der Spätgotik.
Die Vorderseite zeigt den heiligen Martin nach links reitend. Mit dem Schwert teilt er seinen Mantel, um einen am Boden kauernden notdürftig bekleideten Bettler zu bedecken.
- Umschrift: S' MARTI – N⁹ PATRO'⁹  = S(anctus) MARTIN(us) PATRO(nus). Die der Ziffer 9 ähnelnde Abbreviatur steht für „us“.
- Übersetzung: Heiliger Martin, Schutzpatron.

Die Rückseite zeigt einen Adler. Darunter befindet sich der Stadtschild von Colmar (Streitkolben mit fünfzackigem Stern).
- Umschrift: + MONETA NO(va) C – OLMAR 1499 (die Zahl 4 ist in gotischer Form zu sehen).
- Übersetzung: Neue Münze von Colmar.[12]

### Scudo der Stadt Lucca von 1737
Der Scudo der Stadt Lucca ist eine talerförmige Münze ohne Münzmeisterzeichen mit dem Motiv der Bettlertaler. Sie besteht aus Silber, hat einen Durchmesser von 43 mm und wiegt 28,18 g. Die Münzstätte ist die Stadt Lucca der Stadtrepublik Lucca. Als Vorderseite ist in Abweichung zu den typischen Bettlertalern die Seite mit dem heiligen Martin angegeben.
Der silberne Scudo ist die Sammelbezeichnung für talerähnliche Silbermünzen (Scudo d’argento) in Italien.
Die Vorderseite zeigt den heiligen Martin zu Pferde in einer steinigen Ebene, der mit dem Schwert seinen Mantel teilt, um den vor ihm stehenden dürftig bekleideten Bettler damit zu schützen. Das Münzbild ist eine beachtliche künstlerische Darstellung der Barockzeit.
- Umschrift: SANCTUS – MARTINUS.
- Übersetzung: Heiliger Martin.

Die Rückseite zeigt das bekrönte Wappen von Lucca in barocker Kartusche mit einem schräg verlaufenden Band mit der Aufschrift LIBERTAS (Freiheit).
- Umschrift: RESPUBLICA – LUCENSIS mit der Jahreszahl 1737.
- Übersetzung: Republik Lucca.